# 덴진 산성 (오카야마현)

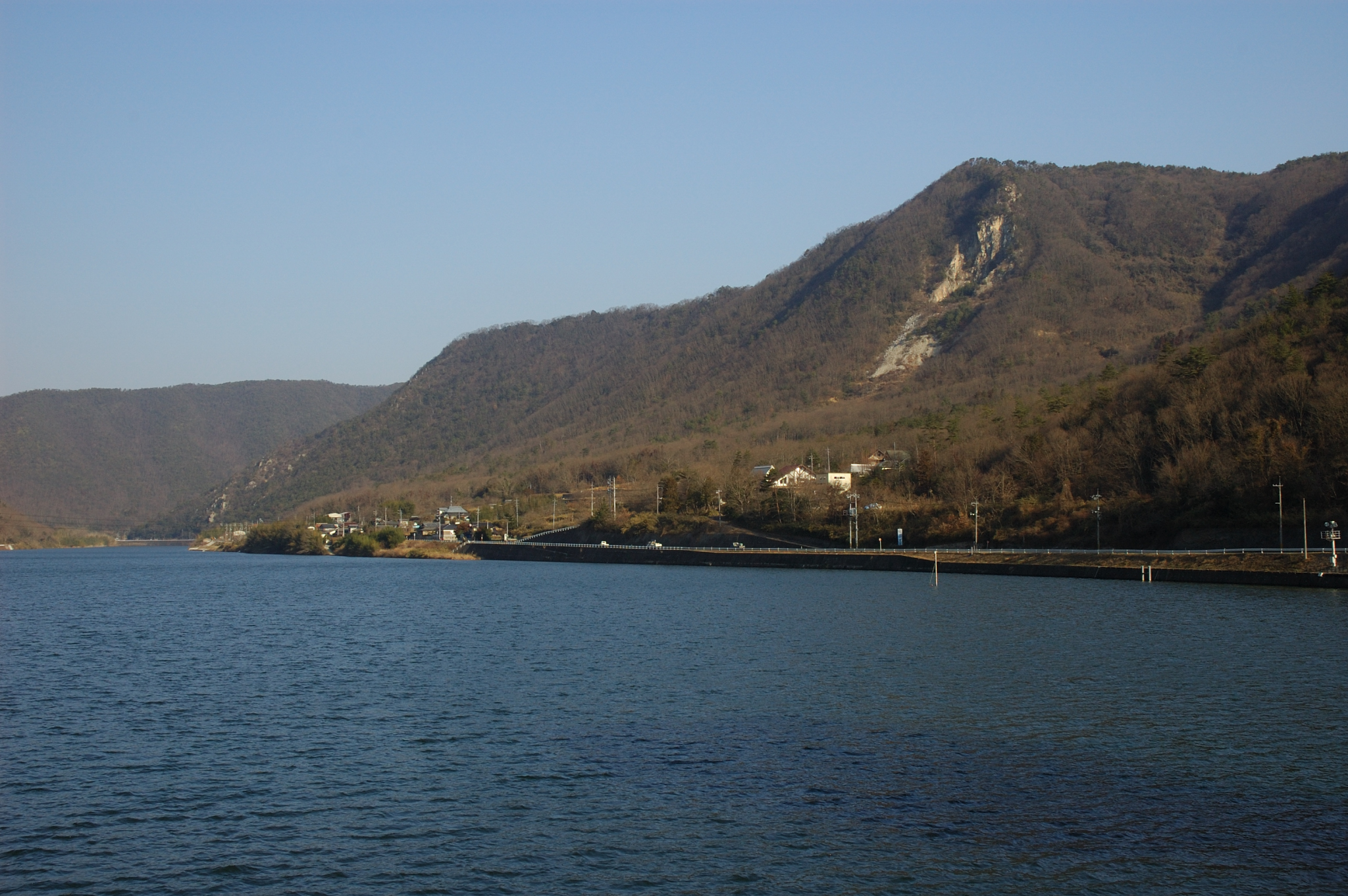
요시이 강과 덴진 산

덴진 산성(일본어: 天神山城 덴진야마조[*])은 오카야마현 와케군 와케정에 있는 산성이다. 오카야마 현 사적으로 지정되었다.

## 개요
센고쿠 시대 다이묘 우라카미 무네카네가 축성한 연곽식 산성으로 높이 390m인 덴진 산 서쪽 봉우리에 위치해 있다. 덴진 산까지는 와케 정 시가지에서 국도 374호를 따라 북쪽으로 올라가다 보면 있다. 산 서쪽에는 요시이 강이 흘러 천연의 해자로도 손색이 없다.
높이 390m의 서쪽 봉우리 정상에 혼마루가 있으며, 북서쪽을 따라 니노마루, 산노마루가 있다. 또, 혼마루 남동쪽에는 층층이 계단식으로 된 구루와가 자리잡고 있으며 주변에 V자로 판 구덩이(호리키리)를 확인할 수 있다. 더욱이 남동쪽에 있는 높이 409m 덴진 산 동쪽 봉우리에는 다이코노마루가 있어 주위를 한눈에 조망할 수 있고, 다이코노마루로의 북동쪽으로는 성의 침략경로로 보이는 길이 나있다. 보다 남동쪽에도 호리키리와 성루 등 배치한 흔적이 남아있다. 덴진 산성은 북서쪽의 시모노단(下の段)에서 다이코노마루 남동쪽의 성루까지 1km가 넘는 대규모의 성이다.
현재 구루와, 성루, 석벽, 가라보리(空堀), 무가저택 터 등을 볼 수 있다.

## 역사
덴진 산성의 성주 우라가미 가문은 무로마치 시대 하리마, 비젠, 미마사카를 다스리던 슈고(守護) 아카마쓰 가문의 슈고다이(守護代) 가문이다. 덴신 산성을 축성한 우라가미 무네카게의 아버지 우라가미 무라무네는 주군 아카마쓰 요시무라를 능가해 슈고다이에서 일약 센고쿠 다이묘로 거듭났다.
센고쿠 시대
1551년 우라가미 무라무네의 적장자 우라가미 마사무네와 동생 우라가미 무네카게는 비젠을 공격해 온 아마고 하루히사의 대응에 관해 서로 의견충돌이 있었고, 마사무네는 아마고 가문과의 동맹을 체결한 데 반해, 무네카게는 아키의 모리 모토나리와 동맹을 맺었다. 이에 주변 호족들은 마사무네 측과 무네카게 측으로 반목해 비젠을 두고 패권을 다툰다. 이 시기에 우라가미 무네카게는 자신의 거점으로 덴진 산성을 축성했다.
이를 거점으로 한 무네카게는 모리 세력의 원조도 있어 형 마사무네 세력 추출하고 비젠의 지배권을 수중에 넣었다. 또, 무네카게는 여기저기 떠돌던 우키타 나오이에를 가신으로 받아들여 힘을 키웠다. 나오이에의 활약으로 미마사카 지역까지 세를 뻗쳐 지배권을 꾸준히 굳혀갔다.
1564년 형 마사무네는 무로쓰 성에서 장자 우라가미 기요무네의 혼례 당일 아카마쓰 마사히데의 공격을 받아 아들과 함께 전사하였다. 이후, 기요무네의 동생 우라가미 나리무네가 가독을 계승했지만, 3년 후인 1567년 무네카게의 손에 암살된다. 이후 그의 영지는 무네카게가 흡수한다.
아즈치모모야마 시대
1574년 무네카게는 주고쿠로 세력을 뻗힌 오다 노부나가와 결탁해 비젠, 하리마, 미마사카의 지배권을 인정받았다. 그러나, 점차 가문 내에서 입김에 세진 우키타 나오이에가 역으로 아키의 모리 가문과 결탁해 반기를 들었다. 우라가미 마사무네의 차남 우라가미 다다무네의 아들 히사마쓰마루(久松丸)를 오카야마성에서 비호해 우라가미 종가의 재건으라는 명목하에 덴진 산성의 무라카게를 공격한다.
1575년 가문내에서 우키타 나오이에에 내응한 자도 있어 무라카게는 성을 버리고 하리마로 도주했다. 그 후, 나오이에가 성을 불태웠다고 한다. 하지만, 근년에 본성에서 출토된 기와가 1580년 히메지에서 구운 것과 매우 닮아 있어 성을 함락한 후에도 존속했지 않았겠냐는 설이 부상하고 있다.
현재
1982년(쇼와 57년) 오카야마현 사적으로 지정되었다.

## 관광
교통
- JR 서일본 와케역에서 도보로 1시간이상 소요.
- 산요 자동차도로 와케 나들목에서 국도 374호 북쪽방면 차로 10분소요.

주변 문화시설 및 관광명소
- 와케 신사
- 와케 등나무 공원
- 아름다운 숲 - 공원

## 같이 보기
- 우라가미 무네카게

## 참고 문헌
- 하타케 가즈요시《우라가미 무네카게 권력의 형성과정》오카야마 지방연구소 2003년[쪽 번호 필요]
- 노리오카 미노루《吉備されど吉備》중〈중세 산성의 기와 삼제〉2000년[쪽 번호 필요]
- 나카이 히토시《오키시오 성터 종합조사보고서》중〈오키시오 성터의 석벽〉2002년[쪽 번호 필요]